# Емил Кирдорф
Емил Кирдорф (8. априла 1847 – 13. јула 1938) био је немачки индустријалац, један од првих важних послодаваца у Рурском индустријском сектору. Адолф Хитлер га је лично наградио Орденом немачког орла, нацистичким највишим одликовањем, на његов 90. рођендан 1937. године, за његову подршку нацистичкој партији касних 1920-их година.

## Биографија
Емил Кирдорф је рођен у Метману, покрајина Рајна. Његов отац је био богати власник ткaонице. Имао је брата по имену Адолф који ће му током пословног живота бити пословни партнер. Кирдорф се пријавио 1864. године у Хамбургу да ради у извозном предузећу. Годину дана касније радио је у текстилној компанији у Крефелду . Породични млин је банкротирао, углавном због одбијања управе да уведе змеханичке рабоје . Кирдорф се због тога пребацио у рударску индустрију у којој је радио као књиговођа . После француско-пруског рата постао је директор Зецхе Холланд 1871. Две године касније, предузетник Фридрих Грило понудио му је место комерцијалног директора у компанији Гелсенкирцхенер Бергверкс-АГ (ГБАГ). Генерални директор ГБАГ-а постао је 1893. Управљао је компанијом кроз дугу депресију 1870-их и на овој функцији био је до 1926.
Под његовим руководством, ГБАГ је постао највеће европско предузеће у рудницима угља, а Емил Кирдорф постао је познат као „ Димњачки барон“. Компаније Ханса, Золерн и Германиа интегрисане су у ГБАГ под Кирдорфовим вођством. Кирдорф је тада био један од главних оснивача Синдиката послодаваца Рхеинисцх-Вестфалисцхес Кохлен-Синдикат 1893. године, члан управног одбора до 1913. године. 98 рударских предузећа из Рур-а припадало је овом синдикату, који је између осталих настојао да спречи одлагање .
Кирдорф је такође један од члана оснивања пангерманист Аллдеутсцхер Вербанд лизи у 1891, која је заговарала империјалистичку политику. Такође је био један од оснивача удружења Фреие Украине (Слободна Украјина), Колониалвереин-а (основаног 1882. године) и Флотенвереин-а, лобија у корист проширења марине Каисерлицхе против британске морнарице.
После Првог светског рата био је суоснивач Трговачког удружења за промоцију снага менталне обнове, које је умирило медијско царство Алфреда Хугенберга . У септембру 1918. године била је потребна оставка цара Вилхелма II .
ГБАГ се након тога концентрисао на своје активности на угљу. Кирдорф је изгубио кључну позицију од Хуга Стинеса, чијој се управљачкој политици жестоко супротстављао. Стинес је намеравао да ГБАГ постави у основу немачког поверења, чему се супротставио Кирдорф. Након Стинесове смрти 1924. године, Кирдорф је повратио свој положај и ушао у извршни одбор. Године 1926. ГБАГ је формирао Вереинигте Стахлверке, над којим је контролисао 15%. Друге групе су укључивале ТхисенКруп (26%) и ПхоеникКруп .
Кирдорф умро у Мулхајм 1938. године.

## Улога током нацистичке Немачке
Кирдорф је био познат као реакционар по својим ауторитарним и антидемократским ставовима. Одбацио је Вајмарску републику и борио се против радничког покрета и синдиката . Према његовим концепцијама, држава и предузетници морали су да организују друштвени поредак. Тако је постао активни промотер Хитлеровог успона на власт. Први пут га је упознао 4. јула 1927. године и финансирао је НСДАП . Кирдорф се потом придружио НСДАП-у 1927. године, али га је напустио следеће године, наводећи као разлог утицај Грегора Штрасера на странку. 1. августа 1929. позван је као гост Конгреса Нацистичке странке у Нирнбергу. Кирдорф се поново придружио НСДАП-у 1934. Углавном га је подржавао како би радничку класу скренуо са марксизма . Хитлер је такође на подстицај Кирдорфа 1927. написао Дер Вег зум Виедерауфстиег, намењену ексклузивној дистрибуцији и потрошњи водећих немачких индустријалаца.
Дана 26. октобра 1927, четрнаест индустријских послодаваца присуствовало је Хитлеровом предавању у кући Кирдорфових. Кирдорф је потом организовао, августа 1931, размену мишљења између Хитлера и представника индустрије челика. Јозеф Гебелс је у свом дневнику, 15. новембра 1936. године, забележио да му је Хитлер рекао о томе "како је једном желео да се убије", због све већих дугова, али да му је Кирдорф помогао са 100.000 марака.
Хитлер му је лично доделио 10. априла 1937. године, датум Кирдорфовог 90. рођендана, Орден немачког орла, највише одликовање Трећег рајха . Преминуо је  13. јула 1938. године, а Хитлер је положио круну на његов ковчег. 